# 囲い込み
囲い込み（かこいこみ、英語: enclosure）は、細かい土地が相互に入り組んだ混在地制における開放耕地 (Open Field) を統合し、所有者を明確にした上で排他的に利用すること。歴史上、幾度となく繰り返されてきたプロセスであるが、特にイギリスにおいて16世紀と18世紀の二回行われたものを指す。第一次囲い込みは牧羊目的で個人主導で行われたのに対し、第二次囲い込みはノーフォーク農法などの高度集約農業の導入のために議会主導で行われた。かつては囲い込みによって仕事を奪われた農民が労働者となり、産業革命に労働力を供給したとされたが、現在では囲い込みと都市部への人口流入はそれほど大きな関係は無かったとされている。

## プロセス
囲い込みは以下の独立した三つの過程からなる。
- 開放耕地の排除
- 入会地の廃止
- 混在地制の廃止（土地の統合）

開放耕地とは収穫が終わった土地を次の種蒔きまで放牧地として共同で利用することであり、入会地もまた共同で利用された土地である。
土地の統合は持ち主の異なる入り組んだ土地を整理統合することで大きな耕地を作り出すことである。
混在地制は共同で農作業を行う際に作業時期による収穫高の不公平を軽減するのに有効であり、また開放耕地と入会地の存在と合わさることで、それ程大きな土地を持たない者でも放牧を必要とする家畜を飼うことが可能となっていた。

### 第一次囲い込み
牧羊目的。毛織物工業の繁栄のため、需要の増大した羊毛をより効率的に生産するために導入された。個人主導であり、農民の職を奪ったため、大きな批判を受けた。トマス・モアはそのような状況に対して「羊が人間を喰い殺している」と批判した。

### 第二次囲い込み
耕作目的。議会による立法を通じて行われた。農業革命の一環として、ノーフォーク農法に代表される高度集約農業の導入のために行われた。第二次囲い込みでは囲い込み後も農業労働力を必要とされたため、全ての農民が土地を追われたということは無く、一応は合法的手段により行われたこともあり、第一次囲い込みの様な強い批判を受けることはなかったとも考えられる。ただ、ある程度の農業従事者が賃労働者化したことは確かである。

## 囲い込み以前の農業
囲い込み以前のイギリスにおける農業は他の西欧諸国と同様、開放耕地制、混在地制、三圃制により成り立っていた。
三圃制においては冬期に飼料が不足するため、一年を通じて家畜を飼育することが不可能であった。そのため、いくつかの家族が集まり犂耕集団を形成し、耕地内を移動しながら共同で犂耕と播種を行った。しかしこの方法では全耕地での作業終了までに2ヵ月近い時間を要したため、作業時期による収穫量の多寡が発生した。そこでこの不公平を避けるべく、土地が入り組み、順番にそれぞれの土地を耕していける混在地制が採られていた。
収穫から次の播種までの期間、耕地は共同の放牧地とされたが、これは農村における共同権として農村における共同体成員に認められた権利であった。こうした土地の共同利用は慣習に従って規定され、違反者は厳しく罰せられることもあった。
また共同利用される土地はお互いの持つ耕地の他に、村落周辺の荒蕪地も存在した。この荒蕪地において、共同体成員は薪や柴、泥炭などの燃料を無料で手に入れることが可能であった。荒蕪地には小屋が建てられ、自分の耕地を持たない零細な「小屋住農」が住むことを認められていた。彼らは居住するのみならず、荒蕪地に自家用の農地を作ることも許されていた。これは小屋住農を共同体全体で養うことで、播種と収穫時期に不足する労働力を補うことを目的としていた。
こういった共有地に依存した零細な農業従事者は、共有地が廃されると自立して生活して行くことが不可能となり、比較的早い時期より土地と切り離された労働者となっていった。

## 産業革命との関連
かつては囲い込みによって農地を奪われた農民が都市に流入し労働者となり産業革命に必要な労働力を提供したとされたが、現在では、囲い込みによる即時の大規模人口移動は見られなかったとの説もある。第一次囲い込みは地域が限定されており、第二次囲い込みは農村部における労働力需要を高めたためである。
しかしながら、囲い込みによる農業生産力向上、ひいては増加した人口が労働力となることにより、囲い込みによって大量の農民が賃金労働者や浮浪者になったとの見方は依然として有力である（井上英夫・高野範城『実務 社会保障法講義』〔民事法研究会〕46頁）。

## 景観
議会囲い込み運動の結果、イースト・ミッドランズとイースト・オブ・イングランドを中心に生垣や石垣で区切られた「囲い込み地」と呼ばれる新しい農地が出現した。中世以来の古い農地は広さが1エーカー前後の細長い土地だったが、新しい囲い込み地は方形で5から10エーカーの広さがあり、大きいものでは60エーカーの規模となる。生垣はサンザシで作られ、合間にトネリコやニレの木が植えられ、生垣に沿って溝が掘られた。石の多い地域では生垣の代わりに石垣が作られた。レスターシャーなどキツネ狩りの盛んな地域では、馬を駆りやすいように生垣を設けず、キツネの隠れ家となるエニシダの草むらや雑木林などを意図的に作った。

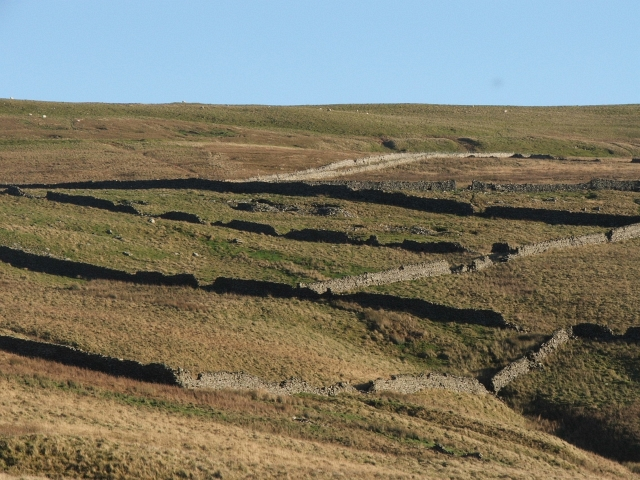
石垣の境界（ダラム）
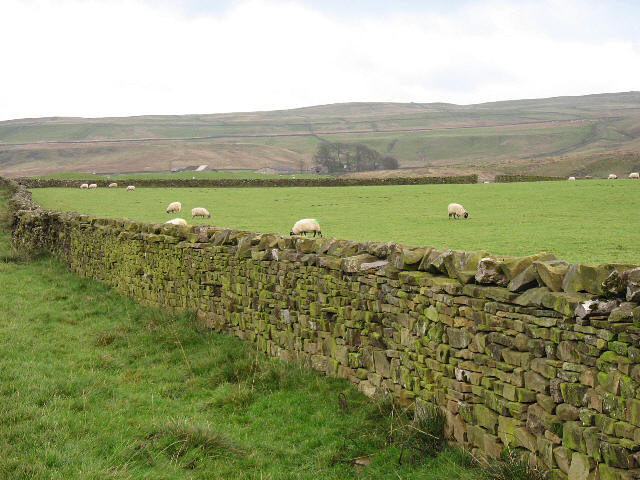
石垣（ダラム）
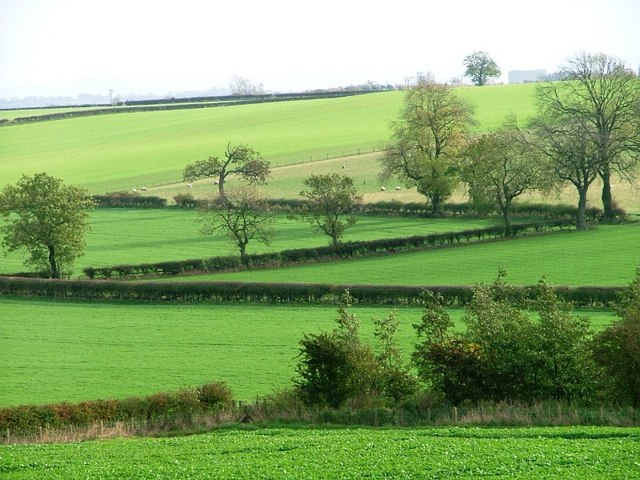
生垣の境界（ダラム）
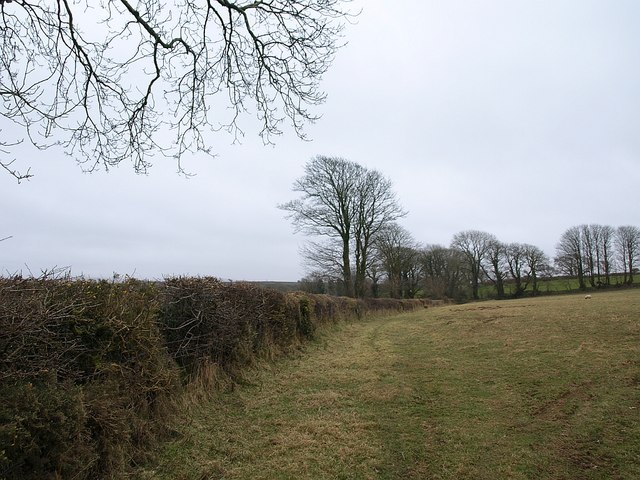
生垣（コーンウォール）

## その他の用法
日本語としては、（人的）資源を独占的に確保することを囲い込みという意味や、危険なものを封じ込めるという意味がある。｢労働者の囲い込み｣、｢石綿の囲い込み｣など。
特にマーケティング論においては自社のサービスや製品の固定客化を図ったり、競合他社との競争を有利に進めたりする際に行われる戦略を「顧客の囲い込み戦略」と表現することがある。場合によっては各国の独占禁止法（日本の私的独占の禁止及び公正取引の確保に関する法律、アメリカ合衆国の反トラスト法、欧州連合の競争法など）をはじめとする各種法令に抵触する場合がある。
日本では、高齢の親に対して、子供が、他の子供など家族・親族らに会わせないようにすることも「囲い込み」と表現される。   